# 汪峡
汪峡（1942年2月—2024年6月5日），男，上海人，中华人民共和国政治人物。曾任山东省水利厅副厅长，山东省政协副主席，第八、九届全国人大代表。
2024年6月5日，在山东济南逝世，享年82岁。